# Museo APEX
El Museo APEX ("Experiencia Panorámica Afroamericana") es un museo de historia presentado desde la perspectiva negra. Está ubicado en Auburn Avenue en el distrito histórico Sweet Auburn de Atlanta, Georgia .
El Museo Apex fue fundado en 1978 por el Sr. Dan Moore.
La misión del Museo de la Experiencia Panorámica Afroamericana (APEX) es interpretar y presentar con precisión la historia desde una perspectiva afroamericana para ayudar a todos los visitantes estadounidenses e internacionales a comprender y apreciar mejor las contribuciones de los afroamericanos a Estados Unidos, así como al mundo.

## Historia
El Museo APEX se encuentra en el histórico edificio John Wesley Dobbs en el distrito histórico Sweet Auburn de Atlanta. El edificio fue construido en 1910 y originalmente albergaba el depósito de libros de Atlanta antes de convertirse en un depósito de neumáticos durante la década de 1970. El Museo APEX fue fundado en 1978 por el cineasta Dan Moore Sr. La empresa ER Mitchell Construction fue responsable de la renovación y restauración del edificio, después de lo cual se mudó el Museo APEX; ha estado operando continuamente en el mismo espacio desde su fundación.
El Museo APEX ahora es una parte importante del centro histórico y cultural afroamericano de Sweet Auburn. Está ubicado al lado de la Biblioteca de Investigación de Auburn Avenue y cerca de una variedad de museos, negocios y sitios históricos afroamericanos. El Museo APEX figura como un sitio en el Camino de los Derechos Civiles de EE. UU. El museo está abierto todos los días de 11:00 a 15:00 horas.